# سوار بر باد
سوار بر باد (به چینی: 乘风破浪) یک فیلم فانتزی کمدی-درام محصول سال ۲۰۱۷ سینمای چین به کارگردانی و نویسندگی هان هان با بازی دنگ چائو، ادی پنگ، ژائو لی‌یینگ و دونگ زیجیان است. این فیلم در ۲۸ ژانویه ۲۰۱۷ منتشر شد.

## داستان
در نزدیکی مرگ پس از یک تصادف، یک راننده ماشین اسپورت به دهه ۱۹۹۰ سفر کرد تا با پدر سخت‌گیر و مادری که هرگز ندیده‌اش را در یک شهر کوچک چینی ملاقات کند.

## واکنش انتقادی
این فیلم هم در چین و هم در سطح بین المللی نقدهای مثبتی دریافت کرد. در راتن تومیتوز بر اساس نقدهای شش منتقد، امتیاز ۸۳ درصد را دارد. 

## گیشه
این فیلم به یکی از پرفروش‌ترین فیلم‌های چینی سال تبدیل شد و در کمتر از یک ماه پس از اکران، یک میلیارد یوان به دست آورد.